# Ernest Monis
Antoine Emmanuel Ernest Monis (23 de maio de 1846 – 25 de maio de 1929) foi um político francês. Ocupou o cargo de primeiro-ministro da França, entre 2 de Março de 1911 a 27 de Junho de 1911.
Foi um político francês da Terceira República, vice de Gironde 1885-1889 e depois senador de do mesmo departamento de 1891 a 1920. Ele também foi ministro da Justiça (1899-1902) e Ministro da Marinha (1913-1914).
Monis e seu filho ficaram feridos na prova de abertura da corrida aérea Paris-Madrid de 1911.

## Ministério de Monis, 2 de março - 27 de junho de 1911
Ver Gabinete Monis
- Ernest Monis - Presidente do Conselho e Ministro do Interior e Culto
- Jean Cruppi - Ministro das Relações Exteriores
- Maurice Berteaux - Ministro da Guerra
- Joseph Caillaux - Ministro da Fazenda
- Joseph Paul-Boncour - Ministro do Trabalho e Provisões de Previdência Social
- Antoine Perrier - Ministro da Justiça
- Théophile Delcassé - Ministro da Marinha
- Théodore Steeg - Ministro da Instrução Pública e Belas Artes
- Jules Pams - Ministro da Agricultura
- Adolphe Messimy - Ministro das Colônias
- Charles Dumont - Ministro de Obras Públicas, Correios e Telégrafos
- Alfred Massé - Ministro do Comércio e Indústria

Alterações
- 21 de maio de 1911 - François Louis Auguste Goiran sucede a Berteaux como Ministro da Guerra.